# Cmentarz prawosławny w Horoszczycach
Cmentarz prawosławny w Horoszczycach – nekropolia w Horoszczycach, utworzona na potrzeby miejscowej ludności unickiej w XVIII w., od 1875 prawosławna. Użytkowana do końca II wojny światowej.

## Historia i opis
Cmentarz powstał w XVIII wieku jako unicki, przycerkiewny cmentarz grzebalny. Zmienił denominację po erygowaniu nowej parafii prawosławnej, powstałej wskutek likwidacji unickiej diecezji chełmskiej w 1875. Cmentarz był użytkowany przez miejscową ludność prawosławną do końca II wojny światowej i wysiedlenia prawosławnych Ukraińców. 
Na początku lat 90. XX wieku na terenie nekropolii zachowało się ok. 10 zrujnowanych kamiennych i betonowych nagrobków w postaci postumentów i słupów z łacińskimi i prawosławnymi krzyżami. Na terenie znaleźć można wiele drewnianych krzyży, w bardzo złym stanie. Inskrypcje na nagrobkach wykonane zostały w języku cerkiewnosłowiańskim. Najstarszy nagrobek pochodzi z 1902.
Wokół cmentarza rosną 3 brzozy i modrzew. W gęstych zaroślach występują samosiewy jesionu i klonu, bez lilak, bez czarny, śnieguliczka, dereń, głóg, róże i czeremchy. W podłożu znajdziemy barwinek, pokrzywy i lilie.